# Зозульки Траунштайнера
Зозу́льки Трауншта́йнера (Dactylorhiza traunsteineri) — рідкісна багаторічна рослина родини зозулинцевих. За своїм походженням ця орхідея є природним гібридом між зозульками м'ясо-червоними та зозульками Фукса. Поширена в помірній кліматичній зоні Європи та в Західному Сибіру. Вразливий вид, який охороняється у багатьох країнах Європи і занесений до Червоної книги України. Обмежено застосовується як декоративна та лікарська рослина.

## Назва
Народних назв для зозульок Траунштайнера не зафіксовано, натомість, цей вид у науковій літературі описували під назвами зозу́линець Траунште́йнера, пальчатокорі́нник Траунште́йнера. Остання назва особливо поширена і часто використовується як синонім або, навіть, замінник основної. Термін «пальчатокорінник» походить від форми бульб, які розділені на кілька видовжених частин і нагадують розчепірені пальці людської долоні. Видовий епітет у всіх трьох наукових назвах наданий на честь тирольского аптекаря Йозефа Траунштайнера (1798—1850).

## Опис

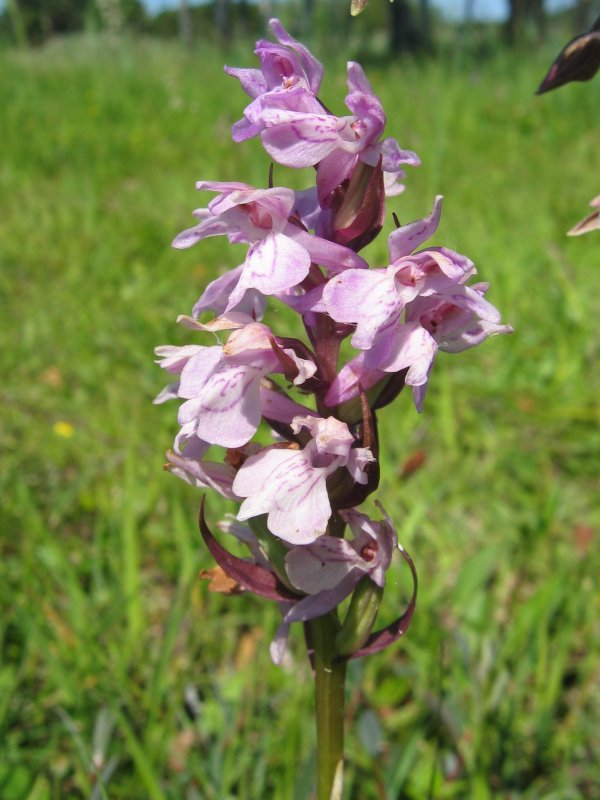
Суцвіття світлішого забарвлення (Німеччина).

Багаторічна трав'яниста рослина заввишки 10-30 (зрідка до 50) см, геофіт. Бульби розділені на 2-3 лопаті із довгими тонкими кінчиками, що нагадують пальці.
Стебло пряме, часто звивисте, тонке, ніжне, у нижній частині блідо-зелене, в середній — зелене, у верхній частині набуває темно-червоного або пурпурового забарвлення. Листків від 2 до 5 (найчастіше 3-4), вони сидячі, стеблеосяжні, бувають від вузьколінійних до ланцетних, вздовж складені, неясно килюваті, тупо загострені, спрямовані догори. Листкові пластини зелені, часто на верхньому боці вкриті коричнево-пурпуровими крапками. Довжина листків коливається від 3 до 15 см, ширина становить в середньому 0,5-1,5 см. Жилкування паралельне.
Суцвіття — нещільний колос, складений із невеликої кількості квіток (зазвичай 5-15), завдовжки 3-10 см. Приквітки за розміром майже дорівнюють квіткам, ланцетні, коричнево-пурпурові. Квітки зигоморфні, двостатеві, п'ятичленні, завширшки 10-15 мм. Губа завдовжки 6-10 мм, завширшки 7-13 мм, оберненояйцеподібна, короткотрилопатева, середня її лопать довша за бічні і значно вужча. Шпорець завдовжки 9-13 мм, завширшки 2-3,5 мм, вузький, прямий або ледь зігнутий на кінці, розташований горизонтально або спрямований вниз. Слід зауважити, що квіткам цього виду властива ресупінація — перекручування квітконіжок, внаслідок чого, губа опиняється внизу. Загалом забарвлення квіток фіолетове або пурпурове, при основі губи помітна біла пляма із чіткими або розмитими контурами, на її поверхні вирізняються темно-червоні крапки, а інколи й штрихи — неясні, якщо біла пляма розмита або більш виразні, якщо вона контрастна. Дуже рідко трапляються майже білі квітки. Плід — довгаста коробочка. Насіння дуже дрібне.
Число хромосом 2n = 80 свідчить, що цей вид належить до тетраплоїдів.

## Поширення
Зозульки Траунштайнера належать до євро-сибірських рослин із бореальним типом ареалу. Сталі популяції цього виду знайдені на теренах Скандинавського півострова, у Центральній Європі (переважно в Альпах) і далі на схід аж до кордонів Західного Сибіру. По всій зоні розповсюдження ця орхідея зростає розсіяно, нечисельними ізольованими популяціями.
У Фінляндії найчисельніші популяції зозульок Траунштайнера збереглися на півночі та сході країни, на півдні знаходять лише поодинокі особини. Так само, відносно чисельний цей вид у Карелії. У Німеччині зозульки Траунштайнера трапляються на півдні країни, у Шварцвальді. У Швейцарії цей вид рідкісний, відмічений лише на північному сході країни. У Чехії зростає лише один з підвидів — Dactylorhiza traunsteineri subsp. turfosa. У Польщі ця рослина, так само як у Німеччині та Швейцарії, приурочена до гірських областей і трапляється, перш за все, у Судетах і Татрах, крім того, в цій країні осередки зозульок Траунштайнера знайдені у Сілезії, Мазурах і Померанії. В Україні цей вид поширений на Закарпатті, у Розточчі, Поліссі. Раніше описані осередки у лівобережному степу, ймовірно, не збереглися. Є повідомлення про знахідки цієї рослини на островах Ірландія та Велика Британія, втім, деякі науковці ставлять їх під сумнів і стверджують, що в цих випадках, скоріше за все, йдеться про один з підвидів зозульок травневих (Dactylorhiza majalis subsp. traunsteinerioides). Південна межа ареалу зозульок Траунштайнера пролягає через Італію, Іспанію, Францію, де цей вид також приурочений до гірських, прохолодніших, регіонів таких як Вогези, Юра тощо.

## Екологія
Рослина морозостійка, добре переносить низькі температури навіть за відсутності стійкого снігового покриву, вологолюбна, віддає перевагу ґрунтам із лужною реакцією, а саме, вапняковим, втім, може рости і на кислуватих. Зростає на мезо- та оліготрофних болотах (здебільшого сфагнових), на заболочених луках, а також на межі боліт і соснових або чорновільхових лісів. У гірських районах популяції зозульок Траунштайнера зосереджені у нижньому та середньому поясі гір на висотах 600—1700 м. За іншими відомостями, максимальна висота, на якій знаходили ці рослини складає 656,5 м. Вид входить до складу рослинних угруповань класів OxycoccoSphagnetea, Scheuchzerio-Caricetea fuscae. Великих скупчень не утворює, майже повсюди трапляється поодинокими особинами.
Розмножується насінням. Цвітіння в різних частинах ареалу триває з травня до серпня, в Україні травневого цвітіння не спостерігали. Запилення відбувається за допомогою комах, особливо велику роль грають у цьому процесі джмелі. У природі зозульки Траунштайнера часто утворюють міжвидові гібриди з іншими представниками роду, що значно ускладнює визначення цього виду. Плоди достигають у серпні-вересні. Насіння поширюється вітром. Оскільки насінини цієї рослини дуже дрібні і позбавлені ендосперму, зародок не має запасу поживних речовин, достатнього для проростання. Через це зозульки Траунштайнера мешкають у симбіозі із грибом, який постачає їм необхідні речовини через власну мікоризу до того часу, поки паросток не утворить власну кореневу систему.

## Значення і статус виду
Вид є природно уразливим з огляду на характер його розповсюдження. Основними загрозами для зозульок Траунштайнера є зміна біотопів, перш за все осушення боліт та їхнє заліснення (штучне чи сукцесійне). Враховуючи невеликий обсяг популяцій, негативний вплив може мати навіть незначне скорочення чисельності, наприклад, внаслідок витоптування або зривання квітів.
Зозульки Траунштайнера знаходяться під частковою охороною (заборонено знищення на окремих територіях) у Фінляндії, Італії, Франції, під повною охороною у Польщі, Швейцарії та Швеції. Вони занесені до Додатку II Конвенції про міжнародну торгівлю видами дикої фауни та флори, що перебувають під загрозою зникнення, до Червоного списку Німеччини і до Червоної книги України. В Україні ця орхідея охороняється у Поліському заповіднику і заповіднику «Розточчя», а також у заказниках «Городниця», «Верхобузькі Болота», Волицькому.
З огляду на рідкісність виду та його охоронний статус зозульки Траунштайнера господарського значення не мають. В минулому їх використовували для заготівлі лікарської сировини салепу, який виготовляли з висушених бульб. Цей порошок вживали як загальнозміцнювальний та протиотрутний засіб. Попри малі розміри ця орхідея доволі декоративна, тому може бути використана як декоративна культура в межах спеціальних установ (ботанічних садів, колекцій орхідеїстів тощо).

## Таксономія
Зозульки Траунштайнера належать до поліморфних видів рослин, тобто таких, що утворюють багато різновидів та підвидів. Це пояснюється як гібридним походженням, а отже і деякою генетичною гетерогенністю цієї рослини, так і осяжним ареалом зростання. Станом на 2017 рік для цього таксона офіційно визнано існування трьох підвидів:
- Dactylorhiza traunsteineri subsp. traunsteineri — номінативний підвид;
- Dactylorhiza traunsteineri subsp. curvifolia (F.Nyl.) Soó;
- Dactylorhiza traunsteineri subsp. turfosa (F.Proch.) Kreutz.

В свою чергу, кожен з цих підвидів має велику кількість синонімів.

### СинонімиDactylorhiza traunsteinerisubsp.traunsteineri
| - Dactylorchis gracilis Hesl.-Harr. - Dactylorchis ruthei (M.Schulze) Verm. - Dactylorchis traunsteineri (Saut. ex Rchb.) Verm. - Dactylorchis traunsteineri var. dunensis (Rchb.f.) Verm. - Dactylorchis traunsteineri var. klingei Verm. - Dactylorchis traunsteineri var. rhombilabris Verm. - Dactylorhiza bohemica Businský - Dactylorhiza devillersiorum P.Delforge - Dactylorhiza elatior (Afzel. ex Rchb.f.) Soó - Dactylorhiza francis-drucei (Wilmott) Aver. - Dactylorhiza gracilis (Höppner) Soó - Dactylorhiza incarnata f. dunensis (Rchb.f.) P.Delforge - Dactylorhiza incarnata var. traunsteineri (Saut. ex Rchb. f.) Soó - Dactylorhiza majalis var. eboracensis (Godfery) R.M.Bateman & Denholm - Dactylorhiza majalis var. francis-drucei (Wilmott) R.M.Bateman & Denholm - Dactylorhiza majalis subsp. traunsteineri (Saut. ex Rchb.) H.Sund. - Dactylorhiza rigida (Höppner) Soó - Dactylorhiza ruthei (M.Schulze) Soó - Dactylorhiza suevica (A.Fuchs) Soó - Dactylorhiza traunsteineri var. blyttii (Klinge) Soó - Dactylorhiza traunsteineri subsp. bohemica (Businský) Kreutz & Sczep. - Dactylorhiza traunsteineri subsp. carpatica Batouek & Kreutz - Dactylorhiza traunsteineri var. curvifolia (F.Nyl.) Aver. - Dactylorhiza traunsteineri subsp. curvifolia (F.Nyl.) Soó - Dactylorhiza traunsteineri var. dunensis (Rchb.f.) Soó - Dactylorhiza traunsteineri var. estonica (Klinge) Soó - Dactylorhiza traunsteineri subsp. francis-drucei (Wilmott) Soó - Dactylorhiza traunsteineri subsp. hibernica Landwehr - Dactylorhiza traunsteineri subsp. lapponica (Laest. ex Hartm.) Soó - Dactylorhiza traunsteineri var. mielichhoferi (Klinge) Soó - Dactylorhiza traunsteineri var. nylandri (Klinge) Soó - Dactylorhiza traunsteineri var. patula (Klinge) Soó - Dactylorhiza traunsteineri subsp. pycnantha (Neuman) Soó - Dactylorhiza traunsteineri var. recurva (Klinge) Soó - Dactylorhiza traunsteineri subsp. russowii (Klinge) Soó - Dactylorhiza traunsteineri var. tarbatonica (Klinge) Soó - Dactylorhiza traunsteineri subsp. traunsteinerioides (Pugsley) Soó - Dactylorhiza traunsteineri subsp. turfosa (F.Proch.) Kreutz - Dactylorhiza traunsteineri subsp. wirtgenii (Höppner) Kreutz - Dactylorhiza traunsteinerioides var. francis-drucei (Wilmott) F.M.Vázquez - Dactylorhiza vironii Kreutz - Dactylorhiza wirtgenii (Höppner) Soó - Orchis angustifolia f. acuminata Klinge - Orchis angustifolia var. acuminata (Klinge) Neuman - Orchis angustifolia f. amplivaginata Klinge - Orchis angustifolia f. angustivaginata Klinge - Orchis angustifoliaf. anziensis Klinge - Orchis angustifolia var. blyttii Klinge - Orchis angustifolia var. brevifolia Klinge - Orchis angustifolia f. brevispicata Klinge - Orchis angustifolia f. densiflora Klinge - Orchis angustifolia f. densiuscula Klinge - Orchis angustifolia var. elongata Klinge - Orchis angustifolia var. erecta Klinge | - Orchis angustifolia var. estonica Klinge - Orchis angustifolia f. fichtenbergii Klinge - Orchis angustifolia f. friesii Klinge - Orchis angustifolia subsp. friesii (Klinge) Neuman - Orchis angustifolia f. gracilis Klinge - Orchis angustifolia var. immaculata Klinge - Orchis angustifolia f. immaculata Klinge - Orchis angustifoliaf. laxiflora Klinge - Orchis angustifolia f. laxiuscula Klinge - Orchis angustifolia f. lehnertii Klinge - Orchis angustifolia f. longispicata Klinge - Orchis angustifolia var. mielichhoferi Klinge - Orchis angustifolia var. nylandri Klinge - Orchis angustifolia f. obtusifolia Klinge - Orchis angustifolia f. papjerwica Klinge - Orchis angustifolia var. patens Klinge - Orchis angustifolia f. perhoica Klinge - Orchis angustifolia var. poenalica Klinge - Orchis angustifolia var. pusilla Neuman - Orchis angustifolia f. reichenbachii Klinge - Orchis angustifolia f. remota Klinge - Orchis angustifolia var. reolana Klinge - Orchis angustifolia var. rigidula Klinge - Orchis angustifolia f. robustior Klinge - Orchis angustifolia f. rosiensis Klinge - Orchis angustifolia var. sanionis Klinge - Orchis angustifolia f. sauteri Klinge - Orchis angustifolia var. sauteri (Klinge) Klinge - Orchis angustifolia f. spathulata Klinge - Orchis angustifolia var. stricta Klinge - Orchis angustifolia subsp. subcapitata Neuman - Orchis angustifolia var. superba Klinge - Orchis angustifolia var. tarbatonica Klinge - Orchis angustifolia var. tenuifolia Klinge - Orchis elatior Afzel. ex Rchb.f. - Orchis francis-drucei Wilmott - Orchis gracilis Höppner - Orchis incarnata var. angustifolia (Lindl.) Rchb.f. - Orchis incarnata var. traunsteineri (Saut. ex Rchb.) Parl. - Orchis lapponica subsp. dunensis (Rchb.f.) K.Richt. - Orchis latifolia var. angustifolia Lindl. - Orchis latifolia f. dunensis Rchb.f. - Orchis latifolia var. eboracensis Godfery - Orchis latifolia var. traunsteineri (Saut. ex Rchb.) Godr. - Orchis majalis var. eborensis Godfery - Orchis × pseudotraunsteineri subsp. suevica A.Fuchs - Orchis rhenana Höppner - Orchis rigida Höppner - Orchis ruthei M.Schulze - Orchis sambucina var. subalpina Rchb.f. - Orchis steegeri Höppner - Orchis traunsteineri Saut. ex Rchb. - Orchis wirtgenii Höppner |

### СинонімиDactylorhiza traunsteinerisubsp.curvifolia
| - Dactylorchis curvifolia (F.Nyl.) Verm. - Dactylorchis traunsteineri subsp. curvifolia Verm. - Dactylorhiza curvifolia (F.Nyl.) Czerep. - Dactylorhiza pycnantha (Neuman) Aver. - Dactylorhiza traunsteineri var. curvifolia (F.Nyl.) Aver. - Dactylorhiza traunsteineri subsp. pycnantha (Neuman) Soó - Dactylorhiza traunsteineri var. recurva (Klinge) Soó - Orchis angustifolia var. abeliana Klinge - Orchis angustifolia f. ammatica Klinge - Orchis angustifolia f. comosa Klinge - Orchis angustifolia var. curvifolia (F.Nyl.) Nyman - Orchis angustifolia f. densissima Klinge - Orchis angustifolia var. gracillima Klinge - Orchis angustifolia f. laxa Klinge - Orchis angustifolia f. levaschevoica Klinge | - Orchis angustifolia f. oblonga Klinge - Orchis angustifolia f. paanajaervica Klinge - Orchis angustifolia f. pulcherrima Klinge - Orchis angustifolia subsp. pycnantha Neuman - Orchis angustifolia subsp. pycnantha L. Neumann - Orchis angustifolia var. recurva Klinge - Orchis angustifolia f. schmidtii Klinge - Orchis angustifolia f. subcurva Klinge - Orchis angustifolia f. suberecta Klinge - Orchis angustifolia f. tiudiensis Klinge - Orchis curvifolia F.Nyl. - Orchis curvifolia Nyl. - Orchis maculata var. recurva (F.Nyl. ex Fr.) Nyman - Orchis recurva F.Nyl. ex Fr. |

### СинонімиDactylorhiza traunsteinerisubsp.turfosa
| Dactylorhiza comosa subsp. turfosa (F.Proch.) Holub | Dactylorhiza majalis subsp. turfosa F.Proch. |